# ヤング@ハート - オリジナル・サウンドトラック
『ヤング@ハート - オリジナル・サウンドトラック』（Young@Heart Original Motion Picture Soundtrack）は、ヤング@ハートを題材としたドキュメンタリー映画『ヤング@ハート』のサウンドトラック・アルバム。2008年にリリースされた。

## 解説
ライノ・エンタテインメントからデジタル・ダウンロードのフォーマットで発売された後、CDとしてもリリースされた。ヤング@ハートのアルバム『Mostly Live』の内容も組み込んで2枚組CDとしたヴァージョンもあり、日本でも2枚組のヴァージョンで発売された。

## 収録曲

### ディスク1 (オリジナル・サウンドトラック)
1. シュド・アイ・ステイ・オア・シュド・アイ・ゴー - "Should I Stay or Should I Go"
  - オリジナル：ザ・クラッシュ
2. アイ・ウォナ・ビー・シデイテッド - "I Wanna Be Sedeated"
  - オリジナル：ラモーンズ
3. ゴールデン・イヤーズ - "Golden Years"
  - オリジナル：デヴィッド・ボウイ
4. 紫のけむり - "Purple Haze"
  - オリジナル：ジミ・ヘンドリックス
5. あなただけを - "Somebody to Love"
  - オリジナル：ジェファーソン・エアプレイン
6. ロード・トゥ・ノーホエア - "Road to Nowhere"
  - オリジナル：トーキング・ヘッズ
7. ダンシン・イン・ザ・ダーク - "Dancin' in the Dark"
  - オリジナル：ブルース・スプリングスティーン
8. いつまでも若く - "Forever Young"
  - オリジナル：ボブ・ディラン
9. ステイン・アライヴ〜愛のサヴァイヴァル - "Stayin' Alive / I Will Survive"
  - オリジナル：ビージーズ、グロリア・ゲイナー
10. 愛の哀しみ - "Nothing Compares 2 U"
  - オリジナル：プリンス
11. シーズ・ノット・ゼア - "She's Not There"
  - オリジナル：ゾンビーズ
12. アイ・フィール・グッド - "I Feel Good"
  - オリジナル：ジェームス・ブラウン
13. フィックス・ユー - "Fix You"
  - オリジナル：コールドプレイ

### ディスク2 (モーストリー・ライヴ)
1. 無情の世界 - "You Can't Always Get What You Want"
  - オリジナル：ローリング・ストーンズ
2. スキッツォフレニア - "Schizophrenia"
  - オリジナル：ソニック・ユース
3. ジェラス・ガイ - "Jealous Guy"
  - オリジナル：ジョン・レノン
4. ルビー・チューズデイ - "Ruby Tuesday"
  - オリジナル：ローリング・ストーンズ
5. ワン - "One"
  - オリジナル：U2
6. プリーズ・センド・ミー・サムワン・トゥ・ラヴ〜プリーズ・プリーズ・プリーズ〜ショットガン - "Please Send Me Someone to Love / Please, Please, Please / Shotgun"
  - オリジナル：パーシー・メイフィールド、ジェームス・ブラウン、ヴァニラ・ファッジ
7. ドゥ・サムシング・ディファレント - "Do Something Different"
  - オリジナル：ブレイヴ・コンボ
8. フェイク・プラスティック・トゥリーズ - "Fake Plastic Trees"
  - オリジナル：レディオヘッド
9. 見つめていたい - "Every Breath You Take"
  - オリジナル：ポリス
10. ヘルプレス - "Helpless"
  - オリジナル：クロスビー、スティルス、ナッシュ&ヤング
11. ヘイ・ヤ! - "Hey Ya"
  - オリジナル：アウトキャスト
12. いつまでも若く - "Forever Young"
  - オリジナル：ボブ・ディラン
  - サウンドトラックとは別ヴァージョンで、2007年録音。
13. ワイルド・サイドを歩け - "Walk on the Wild Side"
  - オリジナル：ルー・リード
14. イエス・ウィ・キャン・キャン - "Yes We Can Can"
  - オリジナル：アラン・トゥーサン